# فاطمه شاهین
فاطمه شاهین (متولد ۲۰ ژوئن ۱۹۶۶ در غازی عینتاب) مهندس شیمی و سیاستمدار ترک است.
وی در ۲۰ ژوئن ۱۹۶۶ در غازی عینتاب متولد شد، پدرش مصطفی و مادرش پریهان شاهین نام داشتند. وی در رشته مهندسی شیمی در دانشگاه فنی استانبول تحصیل کرد. فاطمه شاهین به عنوان مهندس و مدیر در صنعت نساجی کار می‌کرد.
او به همراه همسرش ایتزت شاهین وارد سیاست شدند و حزب عدالت و توسعه را تأسیس کردند. او نخستین عضو زن پارلمان ترکیه است که از منطقه جنوب شرقی آناتولی انتخاب شده‌است. فاطمه شاهین به عنوان رئیس شعبه زنان حزب خود فعالیت داشت.
پس از انتخابات عمومی سال ۲۰۱۱، او تنها وزیر زن در کابینه سوم نخست‌وزیر رجب طیب اردوغان بود. وی در ۲۵ دسامبر ۲۰۱۳ در یک تغییر کاربری کابینه جایگزین آیشنور اسلام شد.
در نتیجه انتخابات محلی سال ۲۰۱۴، شاهین به عنوان شهردار غازی عینتاب انتخاب شد.
او دو فرزند دارد، یک پسر و یک دختر.